# تامبر
تامبر هي بلدية في مقاطعة بيلونو في منطقة فينيتو الإيطالية، تقع حول 80 كيلومتر (50 ميل) شمال البندقية وعن 15 كـم (9 ميل) شرق بيلونو.
تقع تامبر على حدود البلديات التالية: أفيانو، بارسيس، بودويا، كانيفا، تشيز دالباغو، ألباغو، فريغونا، بولسينيغو، بوس دالباغو.

## روابط خارجية
- الموقع الرسمي